# Дахбед (Раштский район)
Дахбед (тадж. Даҳбед; до 2009 г. — Туратол) — село в Раштском районе Таджикистана. Входит в состав сельской общины (джамоата) Хоит. Расстояние от села до центра района (пгт Гарм) — 75 км, до центра джамоата (село Хоит) — 10 км. Население — 58 человек (2017 г.), таджики. Население в основном занято сельским хозяйством.